# Pękowice
Pękowice – wieś w Polsce położona w województwie małopolskim, w powiecie krakowskim, w gminie Zielonki.
Integralną częścią wsi Pękowice jest miejscowość Kąty.

## Położenie
Pękowice położone są pomiędzy Prądnikiem (lewym dopływem Wisły), który wyznacza wschodnią granicę miejscowości, a jego prawym dopływem – potokiem Sudół, który przepływa wzdłuż granicy zachodniej. Obszar ten według regionalizacji fizycznogeograficznej znajduje się na południowym krańcu Wyżyny Olkuskiej (341.32), należącej do makroregionu Wyżyna Krakowsko-Częstochowska (341.3), w podprowincji Wyżyna Śląsko-Krakowska (341).
Miejscowość znajduje się ponadto na terenie Parku Krajobrazowego Dolinki Krakowskie.
Pod względem administracyjnym Pękowice zlokalizowane są w województwie małopolskim, w powiecie krakowskim, w zachodniej części gminy Zielonki, około 7,5 km w linii prostej na północ od centrum Krakowa. Graniczą z następującymi jednostkami:
- miejscowością Trojanowice (gmina Zielonki) od północnego wschodu,
- miejscowością Zielonki (gmina Zielonki) od wschodu i południowego wschodu,
- Dzielnicą IV Prądnik Biały miasta Kraków od południa,
- miejscowością Giebułtów (gmina Wielka Wieś) od zachodu i północy.

Biorąc pod uwagę powierzchnię wynoszącą 135,14 ha Pękowice są piątą (po Korzkwi, Garlicy Duchownej, Boleniu i Garliczce) najmniejszą miejscowością gminy Zielonki, obejmującą 2,78% powierzchni gminy.
Najwyżej położony obszar wsi znajduje się przy granicy z Krakowem, na zachód od fortu Tonie, na wysokości około 291 m n.p.m., a położony najniżej na krańcu południowo-wschodnim, w korycie Prądnika, w miejscu, w którym przecina on ul. Jurajską, na wysokości około 234 m n.p.m.
W latach 1975–1998 miejscowość administracyjnie należała do województwa krakowskiego.

## Demografia
Liczba mieszkańców Pękowic w okresie ostatnich dwudziestu lat zwiększyła się o około 50% osiągając poziom 620 osób w roku 2024.
Źródła danych oraz rodzaje (nazwy) i terminy spisów, jeśli dostępne:
- 1787[10];
- 1789[10] – Lustracja dymów i podanie ludności;
- 1808[11] – Spis wojskowy ludności Galicji;
- 1921[12] – Pierwszy Powszechny Spis Ludności – dane na 30. września;
- 1931[12] – Drugi Powszechny Spis Ludności – dane na 9. grudnia;
- 1988[13] – Narodowy Spis Powszechny 1988 – dane na 6. grudnia;
- 2002[13] – Narodowy Spis Powszechny Ludności i Mieszkań 2002 – dane na 20. maja;
- 2003, 2004 i 2006[14] oraz 2009–2024[1] – dane własne Urzędu gminy Zielonki na 31. grudnia danego roku.

## Zabytki
Obiekt wpisany do rejestru zabytków nieruchomych województwa małopolskiego.
- Fort pancerny pomocniczy 44a „Pękowice”.